# Henning Mankell

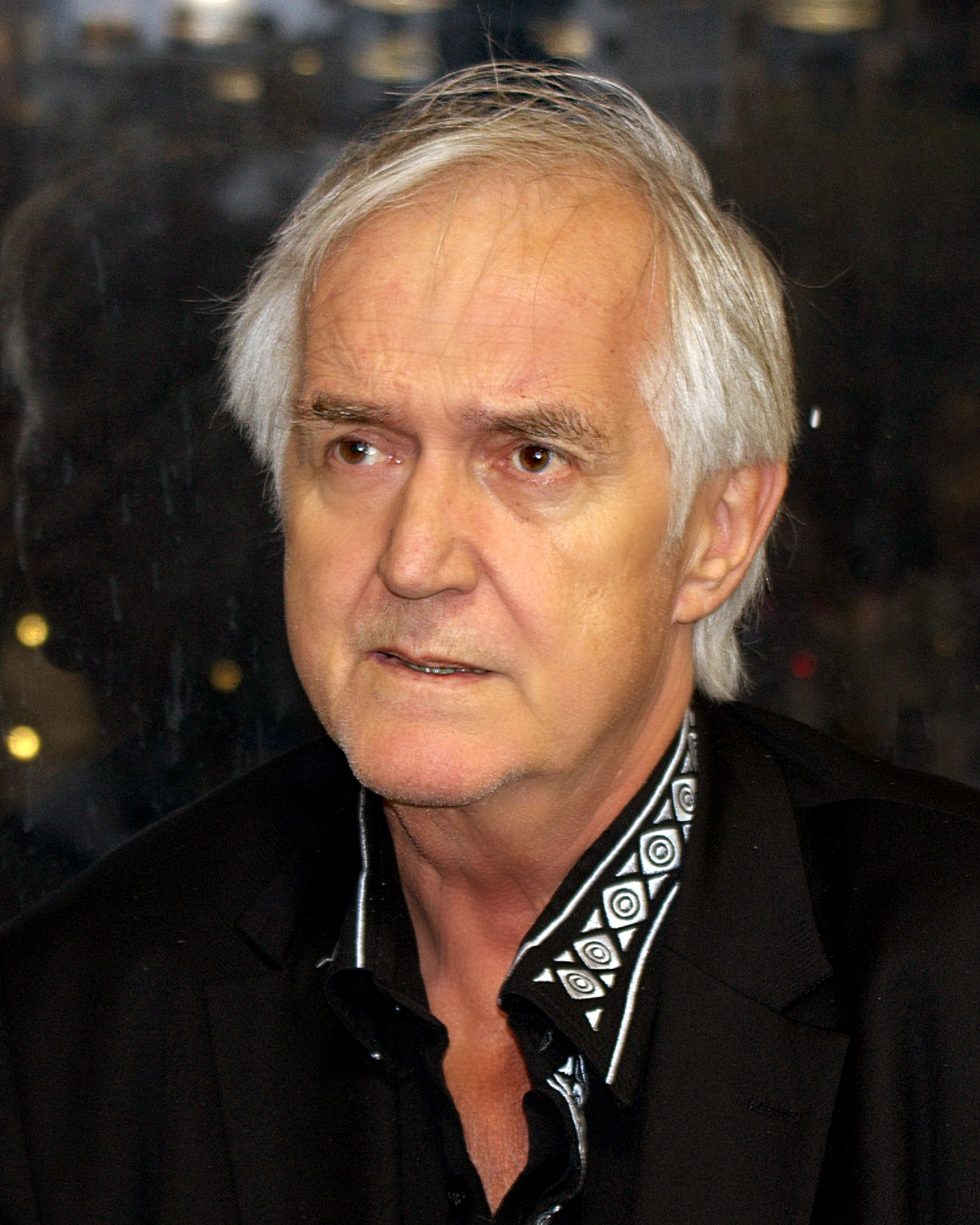
Henning Mankell (2011)

Henning Georg Mankell [ˌhɛnːiŋ ˈmaŋːkəl] (* 3. Februar 1948 in Stockholm; † 5. Oktober 2015 in Göteborg) war ein schwedischer Schriftsteller und Theaterregisseur. Bekanntheit erlangte er im deutschsprachigen Raum vor allem durch seine Kriminalromane mit Kommissar Kurt Wallander.

## Leben
Henning Mankell war der Sohn von Ivar Henningsson Mankell und Ingrid Birgitta Mankell (geb. Bergström). Sein Großvater war der Komponist Henning Mankell. Mankell hatte deutsche Vorfahren. Er war ein Ururenkel von Johan Herman Mankel, der in Niederasphe, einem Ortsteil von Münchhausen im hessischen Landkreis Marburg-Biedenkopf, geboren wurde und später nach Schweden auswanderte.
Als Mankell ein Jahr alt war, ließen sich seine Eltern scheiden. Danach lebte er mit seinem Vater und einer älteren Schwester in Sveg in Härjedalen, wo sein Vater als Richter arbeitete, und später in Borås in Västergötland. Seine Mutter nahm sich das Leben, als Mankell in den Zwanzigern war.
Schon als Junge wollte er Schriftsteller werden, interessierte sich aber auch für das Theater, weshalb er in Skara ein Schauspielstudium aufnahm. 1966 wurde er als Achtzehnjähriger Regieassistent am Riksteater in Stockholm. Mit dem Ziel, die „Gesellschaft zu demaskieren“, schrieb und inszenierte er bereits im Alter von zwanzig Jahren Stücke in Collageform. Ab 1968 betätigte er sich als Theaterregisseur und Autor. Nachdem er eine norwegische Frau kennengelernt hatte, zog er nach Norwegen, wo er in den 1970er Jahren überwiegend arbeitete und wohnte. Dort begann er auch, Prosatexte zu verfassen. 1971 unternahm er seine erste Reise nach Afrika, die für sein späteres Leben ausschlaggebend wurde. 1973 veröffentlichte er mit Bergsprängaren seinen ersten Roman. 1974 erschien mit Sandmålaren (dt. Der Sandmaler, 2017) sein erstes Buch mit afrikanischer Thematik. Bereits diese frühen Bücher sind gesellschaftskritisch grundiert.
Die folgenden zehn Jahre arbeitete Mankell als Theaterregisseur und Intendant u. a. am Theater von Västerbotten in Skellefteå und am Theater in Kronborg in Växjö. Er begann, zwischen Schweden und Afrika zu pendeln; 1980 wurde in Schweden ein Sohn geboren. In Maputo, Mosambik, das er als zweite Heimat ansah, baute er ab Mitte der 1980er Jahre eine Theatergruppe auf. 1996 übernahm er die Leitung des Theaters Teatro Avenida in Maputo. Stoff aus seiner Wahlheimat verarbeitete er in weiteren Romanen, so u. a. in Der Chronist der Winde (dt. 2000), einer Geschichte über Straßenkinder, und Die rote Antilope (dt. 2001), einer Geschichte über einen Buschmannjungen. Mankell schrieb zahlreiche Kinder- und Jugendbücher, darunter Das Geheimnis des Feuers (dt. 1996) und Der Junge, der im Schnee schlief (dt. 1998). 2003 inszenierte er mit Künstlern des Grazer Schauspielhauses und des Teatro Avenida sein mehrsprachiges Stück Butterfly Blues in Graz.
Bis zuletzt nahmen politische und gesellschaftliche Themen in seinen Büchern viel Raum ein. Viele dieser persönlichen Motive und Erfahrungen wurden etwa in seinem 2008 erschienenen Kriminalroman Der Chinese verarbeitet. In seinem Roman Mörder ohne Gesicht schuf er die Figur des Kriminalkommissars Kurt Wallander. In der Folge schrieb er eine äußerst erfolgreiche Serie von Kriminalromanen über den etwas griesgrämigen, aber engagierten Polizisten. Diese Romane stehen in der Tradition der Kriminalromane über den Kriminalkommissar Martin Beck, den Maj Sjöwall und Per Wahlöö schufen.
Zuletzt war Mankell in dritter Ehe mit der Theaterregisseurin Eva Bergman, der zweiten Tochter von Ingmar Bergman, verheiratet. Das von seinem Vater geerbte Hofgut in Sveg hat Mankell 2009 dem schwedischen Dramatikerverband vermacht.
Am 28. Januar 2014 gab Mankell in einer Tageszeitung seiner schwedischen Heimat bekannt, dass er an Krebs erkrankt sei. Anfang des Jahres 2014 waren bei ihm Tumore in Hals und Lunge entdeckt worden, die sich möglicherweise bereits ausgebreitet hatten. Er machte seine Krankheit öffentlich und berichtete über seinen Kampf gegen sie in einer Kolumne.
Am 5. Oktober 2015 starb er im Alter von 67 Jahren. Seine letzte Ruhestätte befindet sich auf dem Örgryte gamla kyrkogård in Göteborg.

### Politische Positionen
Mankell war in der schwedischen 68er-Bewegung aktiv und beteiligte sich unter anderem an Protesten gegen den Vietnamkrieg, Portugals Kolonialkrieg in Afrika und gegen das Apartheidregime in Südafrika. Er war auch in der kulturpolitischen Vereinigung Folket i Bild/Kulturfront engagiert. Während seiner Zeit in Norwegen kam Mankell in Kontakt mit der maoistischen arbeidernes kommunistparti.

#### Israel / Palästina

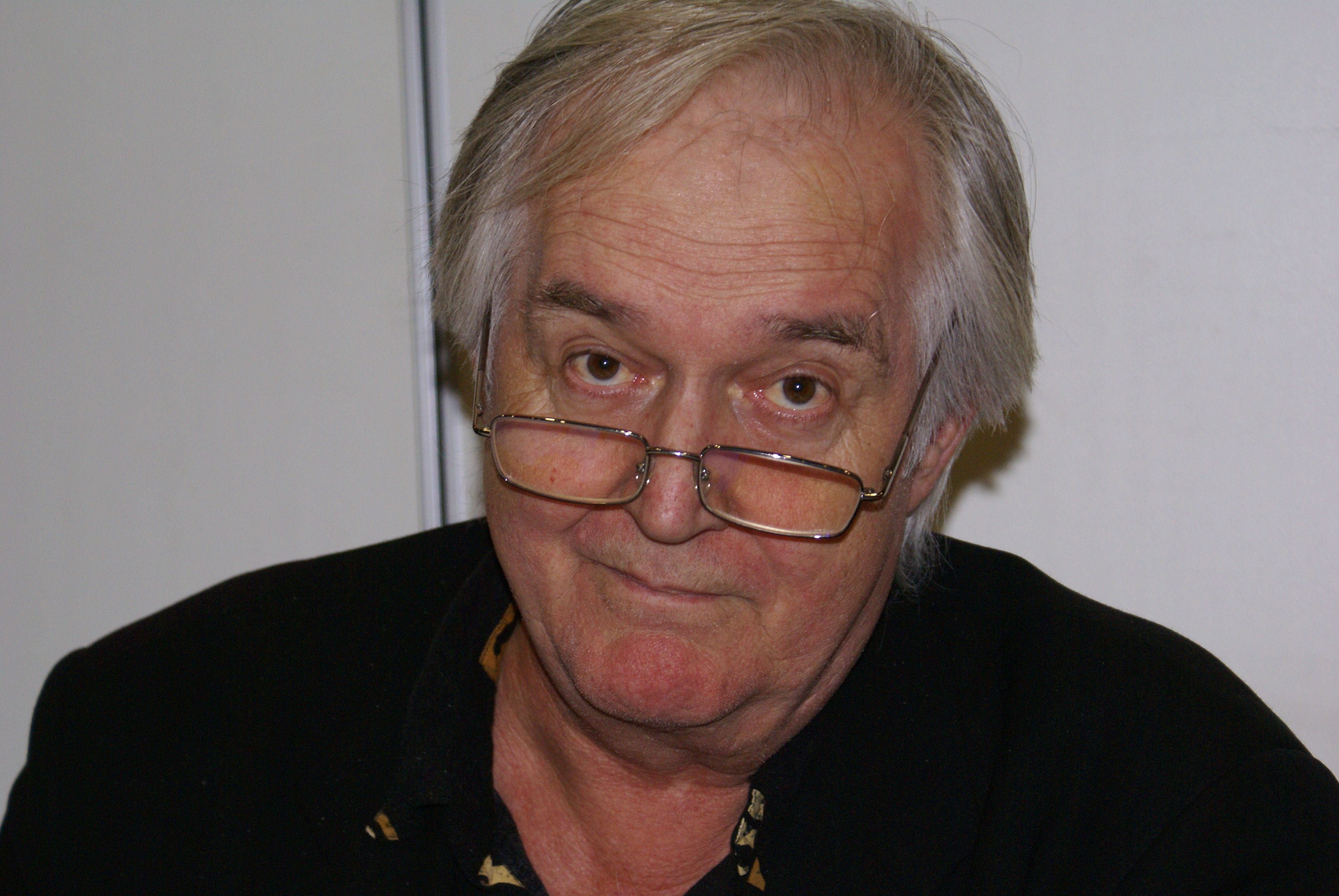
Mankell bei einer Signierstunde am 2. März 2009 in Unna anlässlich der Verleihung des Ripper Awards

2009 war er Gast einer palästinensischen literarischen Konferenz und bereiste die Palästinensischen Autonomiegebiete. Er behauptete anschließend, dass die nach Beschluss der Vollversammlung der Vereinten Nationen erfolgte Gründung Israels 1948 keine „völkerrechtlich legitime Handlung“ gewesen sei und man dort „eine Wiederholung des verächtlichen Apartheidsystems, das einst Afrikaner und Farbige als Bürger zweiter Klasse in ihrem eigenen Land behandelte“, erlebe. Der „Untergang“ Israels sei, so Mankell, „das einzig denkbare Resultat, da er notwendig ist“.
Die israelischen Sperranlagen verglich Mankell mit der Berliner Mauer. Angesichts der Lebensumstände der Palästinenser sei es nicht verwunderlich, „dass sie sich entscheiden, sich in einen Selbstmordbomber zu verwandeln […]. Verwunderlich ist nur, dass es nicht mehr tun.“ „Die Israelis“ würden „Leben vernichten“ und der Staat Israel in seiner jetzigen Form habe keine Zukunft, eine Zwei-Staaten-Lösung würde die „historische Besatzung“ nicht rückgängig machen. Antisemitismus habe Mankell während der Reise nicht erlebt, lediglich „normalen Hass auf die Besatzer.“
Mankell wurde für diese Aussagen in Deutschland unter anderem von Henryk M. Broder kritisiert, der dessen antiisraelische Äußerungen mit denen Jostein Gaarders aus dem Jahr 2006 verglich und ihm vorwarf, verschobene Maßstäbe anzulegen. Nicht einmal Regimes wie die im Sudan, im Kongo oder im Iran würden Mankell so in Rage bringen wie dasjenige in Israel, dem er das Existenzrecht abspreche. Andreas Breitenstein warf Mankell in der Neuen Zürcher Zeitung vor, er betreibe „auf der Basis historischen Halbwissens einen selbstgefälligen linken Moralismus“.
Den Gazastreifen bezeichnete Mankell als „Freiluftgefängnis“. Im Mai 2010 nahm er an der unter anderem von Islamisten organisierten Ship to Gaza 2010-Aktion des Free Gaza Movement teil, bei der neun Aktivisten getötet wurden. Mankell blieb unverletzt, wurde aber von israelischen Behörden kurzzeitig festgenommen. Anschließend rief er zu globalen Sanktionen gegen Israel auf.

### Afrika
Schon als Kind hatte Mankell davon geträumt, den afrikanischen Kontinent zu bereisen. 1972, mit 24 Jahren, erfüllte er sich diesen Wunsch, als er zum ersten Mal nach Sambia reiste und dort zwei Jahre lang blieb. Er sagte, es habe sich angefühlt „wie nach Hause zu kommen“. Zuletzt lebte er abwechselnd in Schweden (in den Sommermonaten), die meiste Zeit des Jahres aber in Mosambik, das er als seine bevorzugte Heimat verstand; er engagierte sich dort wie in Europa für Afrika. 1985 erhielt er eine Einladung zum Aufbau einer professionellen Theatergruppe in Maputo. 1986 wurde er ehrenamtlicher Intendant des 70-köpfigen „Teatro Avenida“, des einzigen professionellen und inzwischen sehr erfolgreichen Theaters in Mosambik, und er war es bis zu seinem Tod – manchmal führte er auch Regie.
Mankell drehte mit Regisseur Jens Monath den Film Mein Herz schlägt in Afrika als Zweiteiler für das ZDF. Der Film, der im Frühjahr 2009 ausgestrahlt wurde, greift Motive aus seinem Buch Der Chronist der Winde (Originaltitel: Comédia infantil) auf, wie das Schicksal von Straßenkindern, oft ausgestoßenen Albinos und jungen Erwachsenen, die von ihrer Vergangenheit als Kindersoldaten traumatisiert sind.
2009 erhielt Mankell den Erich-Maria-Remarque-Friedenspreis der Stadt Osnabrück „für sein Afrika-Werk“. Der damalige Bundespräsident Horst Köhler hielt die Laudatio unter der Überschrift „Afrika ist voller Schmetterlinge“. Mit einem Teil des Preisgeldes unterstützte Mankell das Projekt des 2010 verstorbenen Christoph Schlingensief, in Afrika ein Festspielhaus zu bauen.

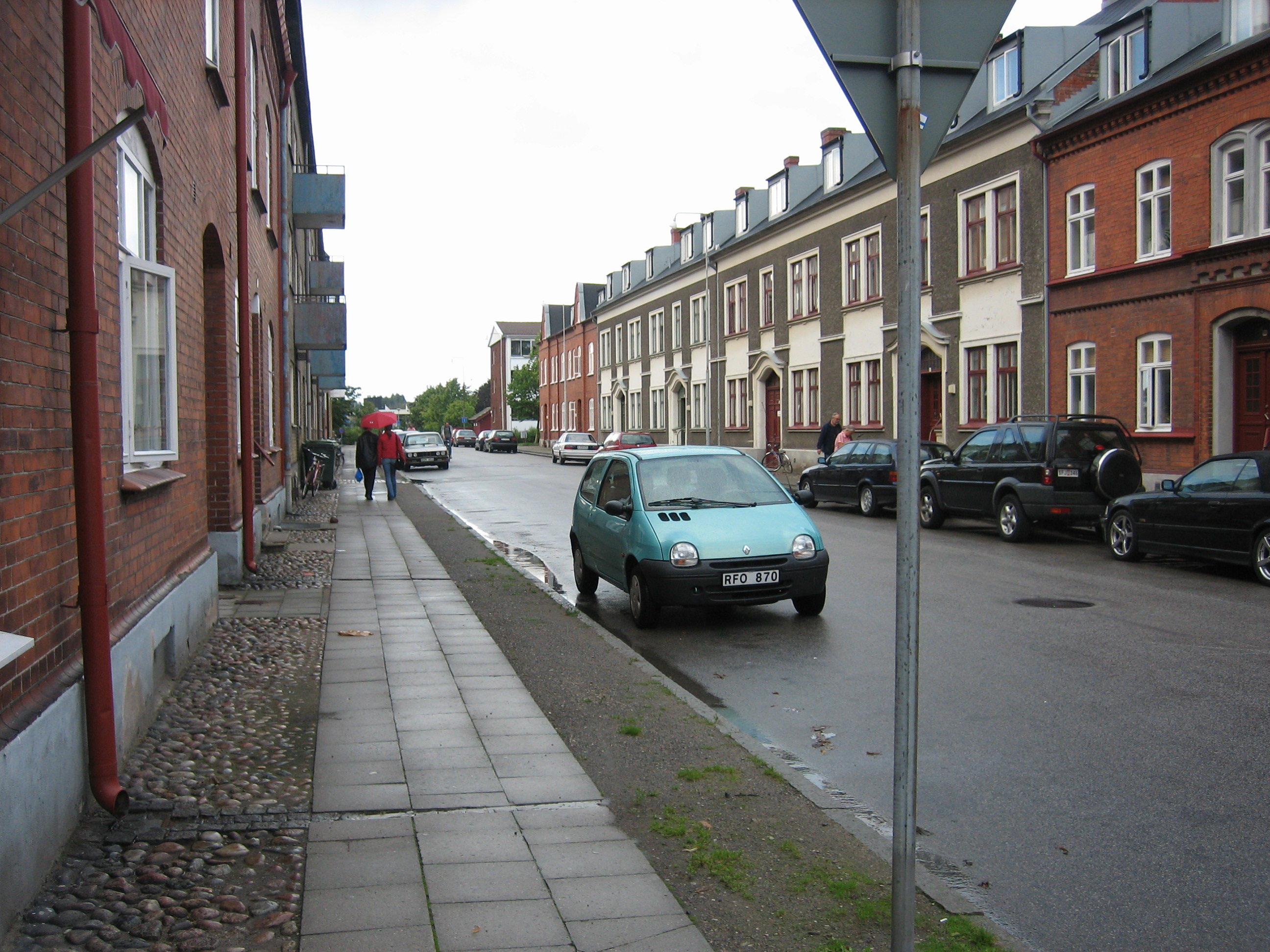
Mariagatan in Ystad

## Zitate
„Er ist der sozialdemokratischste Schriftsteller, der je gelebt hat.“

## Werke

### Die Wallander-Romane
Kurt Wallander (Aussprache [ˌkɵʁt vaˈlanːdəʁ]) ist die fiktive Hauptfigur der meisten Kriminalromane von Henning Mankell, seine berühmteste literarische Schöpfung. Zahlreiche Romane der Wallander-Reihe wurden verfilmt, darunter einige mehrfach.
| Erscheinungsjahr | Erscheinungsjahr | Originaltitel        | deutscher Titel                               | Wallander-Band         | ISBN der deutschen Ausgabe |
| Schweden         | Deutschland      | Originaltitel        | deutscher Titel                               | Wallander-Band         | ISBN der deutschen Ausgabe |
| ---------------- | ---------------- | -------------------- | --------------------------------------------- | ---------------------- | -------------------------- |
| 1991             | 1993             | Mördare utan ansikte | Mörder ohne Gesicht                           | Band 1                 | ISBN 3-423-20232-7         |
| 1992             | 1993             | Hundarna i Riga      | Hunde von Riga                                | Band 2                 | ISBN 3-423-20294-7         |
| 1993             | 1995             | Den vita lejoninnan  | Die weiße Löwin                               | Band 3                 | ISBN 3-423-20150-9         |
| 1994             | 2001             | Mannen som log       | Der Mann, der lächelte                        | Band 4                 | ISBN 3-423-20590-3         |
| 1995             | 1999             | Villospår            | Die falsche Fährte                            | Band 5                 | ISBN 3-423-20420-6         |
| 1996             | 1998             | Den femte kvinnan    | Die fünfte Frau                               | Band 6                 | ISBN 3-423-20366-8         |
| 1997             | 2000             | Steget efter         | Mittsommermord                                | Band 7                 | ISBN 3-423-20520-2         |
| 1998             | 2001             | Brandvägg            | Die Brandmauer                                | Band 8                 | ISBN 3-423-20661-6         |
| 1999             | 2002             | Pyramiden            | Wallanders erster Fall und andere Erzählungen | Band 9                 | ISBN 3-423-20700-0         |
|                  | 2004             |                      | Die Pyramide *)                               | aus Band 9             | ISBN 3-423-25216-2         |
|                  | 2004             |                      | Der Tod des Fotografen *)                     | aus Band 9             | ISBN 3-423-25254-5         |
| 2002             | 2003             | Innan frosten        | Vor dem Frost                                 | Band 1 Linda Wallander | ISBN 3-423-20831-7         |
| 2013             | 2013             | Handen               | Mord im Herbst **)                            | Band 10                | ISBN 978-3-552-05642-8     |
| 2009             | 2010             | Den orolige mannen   | Der Feind im Schatten                         | Band 11                | ISBN 978-3-552-05496-7     |

*) Einzelausgabe aus Wallanders erster Fall und andere Erzählungen
**) erstmals veröffentlicht 2004 in den Niederlanden

### Weitere Romane

#### Chronologische Übersicht
| Erscheinungsjahr | Erscheinungsjahr | Originaltitel                 | deutscher Titel                             | ISBN der deutschen Ausgabe |
| Schweden         | Deutschland      | Originaltitel                 | deutscher Titel                             | ISBN der deutschen Ausgabe |
| ---------------- | ---------------- | ----------------------------- | ------------------------------------------- | -------------------------- |
| 1973             | 1998/2018        | Bergsprängaren                | Der Sprengmeister                           | ISBN 978-3-552-05901-6     |
| 1974             | 2017             | Sandmålaren                   | Der Sandmaler                               | ISBN 978-3-552-05854-5     |
| 1977             | 2021             | Vettvillingen                 | Der Verrückte                               | ISBN 978-3-552-07249-7     |
| 1979             |                  | Fångvårdskolonin som försvann | Das Gefangenenlager, das verschwand         |                            |
| 1980             |                  | Dödsbrickan                   |                                             |                            |
| 1981             |                  | En seglares död               |                                             |                            |
| 1982             | 2009             | Daisy Sisters                 | Daisy Sisters                               | ISBN 978-3-552-05399-1     |
| 1983             |                  | Apelsinträdet                 |                                             |                            |
| 1983             |                  | Älskade syster                |                                             |                            |
| 1984             | 1997             | Sagan om Isidor               |                                             |                            |
| 1990             | 2004             | Leopardens öga                | Das Auge des Leoparden                      | ISBN 3-423-13424-0         |
| 1992             | 2000             | Katten som älskade regn       | Ein Kater schwarz wie die Nacht             | ISBN 3-7891-4224-7         |
| 1995             | 2000             | Comédia infantil              | Der Chronist der Winde                      | ISBN 3-423-12964-6         |
| 1995             | 1997             | Eldens hemlighet              | Das Geheimnis des Feuers                    | ISBN 3-7891-4211-5         |
| 1998             | 2007             | Berättelse på tidens strand   | Die flüsternden Seelen                      | ISBN 3-552-05335-2         |
| 1999             |                  | I sand och i lera             |                                             |                            |
| 2000             |                  | Labyrinten                    |                                             |                            |
| 2000             | 2002             | Danslärarens återkomst        | Die Rückkehr des Tanzlehrers                | ISBN 3-423-20750-7         |
| 2000             | 2001             | Vindens son                   | Die rote Antilope                           | ISBN 3-423-13075-X         |
| 2001             | 2001             | Eldens gåta                   | Das Rätsel des Feuers                       | ISBN 3-7891-4231-X         |
| 2001             | 2003             | Tea-Bag                       | Tea-Bag                                     | ISBN 3-423-13326-0         |
| 2003             | 2004             | Jag dör, men minnet lever     | Ich sterbe, aber die Erinnerung lebt        | ISBN 3-423-13479-8         |
| 2004             | 2005             | Djup                          | Tiefe                                       | ISBN 3-423-20978-X         |
| −                | 2005             | –                             | Butterfly Blues                             | ISBN 3-423-13290-6         |
| 2005             | 2006             | Kennedys hjärna               | Kennedys Hirn                               | ISBN 3-552-05347-6         |
| 2006             | 2007             | Italienska skor               | Die italienischen Schuhe                    | ISBN 3-552-05415-4         |
| 2007             | 2008             | Eldens Vrede                  | Der Zorn des Feuers                         | ISBN 978-3-7891-4278-9     |
| 2008             | 2008             | Kinesen                       | Der Chinese                                 | ISBN 978-3-552-05436-3     |
| 2011             | 2012             | Minnet av en smutsig ängel    | Erinnerung an einen schmutzigen Engel       | ISBN 978-3-552-05579-7     |
| 2014             | 2015             | Kvicksand                     | Treibsand: Was es heißt, ein Mensch zu sein | ISBN 978-3-552-05736-4     |
| 2015             | 2016             | Svenska gummistövlar          | Die schwedischen Gummistiefel               | ISBN 978-3-552-05795-1     |

#### Weitere Verfilmungen
Einige von Mankells Thrillern außerhalb der berühmten Wallander-Reihe wurden von der ARD/Degeto in Koproduktion mit dem ORF und der schwedischen Firma Yellow Bird als Mehrteiler verfilmt.
- Die Rache des Tanzlehrers, mit Jonas Karlsson, 2004
- Die Rückkehr des Tanzlehrers, federführende Produktion Lisa Film, Wien, Regie Urs Egger, mit Tobias Moretti, Veronica Ferres, Maximilian Schell, 2004
- Kennedys Hirn, federführende Produktion Bavaria Pictures GmbH, München, Regie Urs Egger, mit Iris Berben, Heino Ferch, 2009
- Der Chinese, federführende Produktion Yellow Bird Pictures GmbH, Regie Peter Keglevic, Drehbuch Fred Breinersdorfer und Léonie-Claire Breinersdorfer, mit Suzanne von Borsody, Mikael Nyqvist, Claudia Michelsen, Karlheinz Hackl, August Schmölzer, 2011
- Das Rätsel des Feuers
- Der Zorn des Feuers

##### Tatort-Episoden
In der Krimireihe Tatort stammen die Drehbücher folgender Episoden von Henning Mankell:
- Borowski und der vierte Mann (2009) in Kiel, NDR.
- Borowski und der coole Hund (2010) in Kiel, NDR.

Der NDR hatte zwei weitere Kieler Tatort-Folgen nach Vorlagen von Henning Mankell geplant, die 2014 hätten gesendet werden sollen. Erste Skizzen für die Krimis mit Klaus Borowski (Axel Milberg) und Sarah Brandt (Sibel Kekilli) hatte Mankell Anfang 2013 bereits entwickelt.
Die Drehbuch-Vorlage für folgende Episode stammt von Henning Mankell:
- Borowski und das Fest des Nordens (2015/2017) in Kiel, NDR.[23]

### Dramen
- Butterfly Blues[24][25]
- Zeit im Dunkeln
- Antilopen
- Miles oder die Pendeluhr aus Montreux
- Der gewissenlose Mörder Hasse Karlsson enthüllt die entsetzliche Wahrheit, wie die Frau über der Eisenbahnbrücke zu Tode gekommen ist
- Der Chronist der Winde
- Ein Herbstabend vor der Stille
- The Doors, Theaterstück für Firma Gaulhofer mit Theater Avenido aus Maputo, 2011[26]

### Kinderbücher

#### Sofia-Serie
- Das Geheimnis des Feuers – 1997 (Eldens hemlighet, 1995)
- Das Rätsel des Feuers – 2005 (Eldens gåta, 2001)
- Der Zorn des Feuers – 2008 (Eldens vrede, 2005)

#### Joel-Gustafsson-Serie
- Ein Kater schwarz wie die Nacht, 2000 (schwedisch: Katten som älskade regn. 1992)
- Der Hund, der unterwegs zu einem Stern war, 1992 (Joel Band 1; schwedisch: Hunden som sprang mot en stjärna, 1990)
- Die Schatten wachsen in der Dämmerung, 1994 (Joel Band 2)
- Der Junge, der im Schnee schlief, 1998 (Joel Band 3)
- Die Reise ans Ende der Welt, 1998 (Joel Band 4)

## Audioproduktionen (Auszug)
- 1999: Die fünfte Frau, WDR
- 2001: Mittsommermord, WDR
- 2002: Der gewissenlose Mörder Hasse Karlsson enthüllt die entsetzliche Wahrheit, wie die Frau über der Eisenbahnbrücke zu Tode gekommen ist, NDR
- 2002: Zeit im Dunkeln, NDR
- 2003: Die Rückkehr des Tanzlehrers, WDR

## Auszeichnungen
- 1991: Nils-Holgersson-Plakette
- 1991: Schwedischer Krimipreis (National) für Mördare utan ansikte (Mörder ohne Gesicht)
- 1992: Skandinavischer Krimipreis für Mördare utan ansikte (Mörder ohne Gesicht)
- 1993: Deutscher Jugendliteraturpreis für das Kinderbuch Der Hund, der unterwegs zu einem Stern war
- 1995: Schwedischer Krimipreis (National) für Villospår (Die falsche Fährte)
- 1996: Astrid-Lindgren-Preis
- 1996: Expressens Heffaklump für Pojken som sov med snö i sin säng
- 1996: Romanpreis des Schwedischen Radios für Comedia infantil (Der Chronist der Winde)
- 1996: BMF-Plakette
- 1998: August-Preis (Kinder- und Jugendbuch) für Resan till världens ände
- 1998: Finnischer Krimipreis (International) für die „Kommissar-Wallander-Reihe“
- 1999: Katholischer Kinder- und Jugendbuchpreis für Das Geheimnis des Feuers
- 1999: Deutscher Krimi Preis (International – 2. Platz) für Die fünfte Frau
- 2000: Prix Mystère de la critique für Villospår (Die falsche Fährte)
- 2001: Gold Dagger für: Sidetracked (Die falsche Fährte)
- 2001: Corine für Mittsommermord
- 2001: Deutscher Krimi Preis (International – 3. Platz) für Mittsommermord
- 2003: Deutscher Bücherpreis (Publikumspreis) für Die Rückkehr des Tanzlehrers
- 2004: Toleranzpreis der Evangelischen Akademie Tutzing
- 2005: Gumshoe Awards (Best European Crime Novel) für The Return of the Dancing Master (Die Rückkehr des Tanzlehrers)
- 2005: Crimezone Thriller Award (Bester internationaler Thriller) für Die Rückkehr des Tanzlehrers
- 2008: Goldene Feder für sein literarisches Werk
- 2008: Corine für sein Hörbuch Der Chinese
- 2008: Ripper Award Europäischer Preis für Kriminalliteratur
- 2009: Erich-Maria-Remarque-Friedenspreis (Hauptpreis) für sein Afrika-Werk
- 2010: Crimezone Thriller Award (Bester internationaler Thriller) für Der Feind im Schatten
- 2012: Internationaler Ehrenpreis des Rivertonklubben

### Rezensionen
- krimi-couch.de zu seinen Krimis
- Kurzbiografie und Rezensionen zu Werken von Henning Mankell bei Perlentaucher
- schwedenkrimi.de zu seinen Krimis

### Interviews
- Henning Mankell: „Ich hatte einen Traum vom Ende der Menschheit“ (FAZ, 20. Oktober 2006)
- Henning Mankell: „Ich mag keine Serienkiller“ (kaindlstorfer.at, Abdruck: Tagesanzeiger, Zürich 15. März 2000)